# Bancontact
Bancontact is een betaalschema, tot in 2016 bekend als Bancontact/Mister Cash, dat de Belgische marktleider is op het gebied van elektronische betalingen.
Als betaalschema is het verantwoordelijk voor de controle, berekening en verwerking van elektronische betalingen. Deze betalingen kunnen gebeuren via debetkaarten. Door middel van een kaart (al dan niet met pincode, zowel contactloos als via de zichtbare chip) of het inlezen van een QR-code via de smartphone kan men gebruik makend van dit schema elektronische betalingen doen in winkels, stations, autowegentol, tankstations, drank- of andere automaten, online (in webshops). Ook kan er geld mee uit de automaat worden gehaald of mobiel mee worden betaald.

## Geschiedenis
Eind 1977 lanceerden de Generale Bank en het Gemeentekrediet in samenwerking met IBM het Mister Cash-systeem. Ook BBL, ASLK en Kredietbank ontwikkelden een systeem vanaf einde 1977 tot in juni 1979 Een eerste Mister-Cash-automaat werd in juni 1979 geopend te Gent (Kouter), verbonden aan een kantoor van Generale Bank. Later volgde een tweede te Luik. Ook in juni 1979 werd het concurrerend betaalschema Bancontact gelanceerd door ASLK (Algemene Spaar- en Lijfrentekas - overgenomen door de Generale Bank, die zelf onderdeel is geworden van Fortis, nu BNP Paribas Fortis), BBL (Bank Brussel Lambert - nu ING) en Kredietbank (nu KBC): Bancontact, ook op de Kouter in Gent, specifiek in een BBL-kantoor. Pas in 1987 werden beide betaalnetwerken met elkaar geïntegreerd, waardoor de klanten ook bij het andere systeem geld konden afhalen. In 1989 werden beide initiatieven juridisch gefusioneerd en ontstond Bancontact/Mister Cash als Belgische marktleider op gebied van elektronische betalingen.
Bancontact/Mister Cash, herdoopt tot Banksys, was actief in alle domeinen van het elektronisch betaalverkeer: uitbaten van ‘neutrale’ geldautomaten (vaak via de buitengevel), het verhuren en verkopen van betaalterminals en het verwerken van de betaaltransacties. In 2006 werd Banksys door de Belgische banken verkocht aan Atos Worldline. De bancaire aandeelhouders bleven wel eigenaar van het betaalschema ‘Bancontact’. De geldautomaten van Banksys waren ondertussen reeds overgeheveld naar de individuele banken.
Bij de introductie van de eengemaakte Europese betaalmarkt (SEPA) hebben de Belgische banken overwogen om het betaalschema Bancontact op te offeren ten voordele van een Europees schema, met name Maestro. Na protest van de handelaars (met name Fedis (nu Comeos) en Unizo) en politieke lobby werd dit plan opgeborgen. Een belangrijk element in de discussie was de invoering van een interchange fee. In het Belgische Bancontact/Mistercash-systeem beheerde Atos (de toenmalige betalingstransactie-verwerker) rechtstreeks de relatie tussen de kaarthouder en de handelaar, via zijn bank. Internationale schema’s zoals Maestro berustten daarentegen op een model met vier partijen, waarbij de bank van de handelaar (acquirer) een interchange fee betaalt aan de bank van de kaarthouder (issuer), ter compensatie van de hogere kosten die de issuer moet dragen (veiligheid, betalingsgarantie aan de handelaar, enz.). Deze hogere kosten per transactie (tot meer dan dubbel zo hoog) zouden doorgerekend worden aan de handelaar. De herziene beslissing van de banken ligt aan de basis van het blijvend marktleiderschap van Bancontact, ook al zou ondertussen 25% van de betaaltransacties via Maestro gebeuren.
In 2018 fuseerde Bancontact met de Belgische tak van Payconiq.
Sinds eind 2021 zijn er opnieuw Bancontact-automaten in het straatbeeld aanwezig onder de merknaam Bancontact CASH. Dit is een gevolg van een samenwerking tussen vier grootbanken die hun eigen automaatnetwerken afbouwen.

## Technologische ontwikkelingen

### Van oplaadbare elektronische portemonnee tot mobiel betalen
Op 18 februari 1995 lanceerde Bancontact Proton, de Belgische implementatie van een elektronische portemonnee. Dit systeem kende nooit het gehoopte succes en werd op 1 januari 2015 uitgefaseerd.
In februari 2013 startte Bancontact met de ontwikkeling van een betaalapplicatie voor smartphones. De app was sinds mei 2014 beschikbaar voor het grote publiek. Afrekenen gebeurt door een QR-code te scannen met de telefoon en een pincode in te geven. Men kan met de app in meerdere supermarkten betalen en ook bedragen tussen vrienden overmaken. Met behulp van de app kan ook online betaald worden in webshops.
In april 2016 werd de naam van de betaalwijze 'Bancontact', 'Mister Cash' verdween uit de bedrijfsnaam. Ook het logo werd gewijzigd. Vijf jaar later volgde opnieuw een uiterlijke vernieuwing.
In oktober 2017, activeerde het betalingsbedrijf de Tap&Pay-functie op de Bancontact-app, waarmee contactloos kon betaald worden via een smartphone. Deze functie werkte enkel op Androidtoestellen met een ingebouwde NFC-chip.

### Fusie met Payconiq
In 2018 werd aangekondigd dat Bancontact en de Belgische tak van Payconiq fuseren tot Bancontact Payconiq Company.
In 2019 werd de Bancontact-app samengevoegd met de Payconiq-app. De app kreeg de naam "Payconiq by Bancontact" en wordt anno 2022 ondersteund door twintig Belgische banken en de meeste Belgische winkels.
In 2020 bood KBC als eerste bank in België de mogelijk aan om met wearables zoals slimme ringen, horloges en armbanden, betalingen via Bancontact uit te voeren.
Begin 2021 werd besloten om de Tap&Pay-functie niet meer aan te bieden via de Payconiq-app. De functie werd te weinig gebruikt. Het bedrijf noteerde wel een grote stijging in het aantal contactloze betalingen via QR-codes en contactloze betaalkaarten. Zo verliep 42 % van alle betalingen met Bancontact-kaarten contactloos.
In 2021 kondigde Bancontact Payconiq aan dat het, in samenwerking met het Griekse fintech-bedrijf Viva Wallet, een app zouden aanbieden waarmee kleine handelaren hun smartphone kunnen gebruiken als betaalterminal voor contactloze betalingen. Vanwege technische beperkingen op iOS-toestellen, is deze app echter alleen beschikbaar op Android-toestellen met NFC-chips.